# Riccardo Barthelemy
Riccardo Barthelemy (Esmirna, Imperi Otomà, 1869 - 1937) va ser un compositor i pianista italià. Va estudiar al conservatori de San Pietro a Majella de Nàpols. Les seves composicions inclouen cançons i obres escèniques. Va treballar com a pianista amb el famós cantant d'òpera Enrico Caruso.
El 1912 va guanyar la medalla d'or en la competició d'art dels Jocs Olímpics d'Estocolm amb la composició "Marcia trionfale olimpica".